# Felice Cece
Felice Cece (ur. 26 marca 1936 w Cimitile, zm. 12 maja 2020) – włoski duchowny rzymskokatolicki, w latach 1989-2012 arcybiskup Sorrento-Castellammare di Stabia.

## Życiorys
Święcenia kapłańskie przyjął 5 lipca 1959. 17 sierpnia 1984 został mianowany biskupem Calvi i Teano. Sakrę biskupią otrzymał 20 października 1984. 8 lutego 1989 objął stolicę arcybiskupią Sorrento-Castellammare di Stabia. 10 marca 2012 przeszedł na emeryturę.